# Costa, Haute-Corse
Costa (korziško A Costa) je naselje in občina v francoskem departmaju Haute-Corse regije - otoka Korzika. Leta 2006 je naselje imelo 61 prebivalcev.

## Geografija
Kraj leži v severozahodnem delu otoka Korzike 73 km jugozahodno od središča Bastie.

## Uprava
Občina Costa skupaj s sosednjimi občinami Algajola, Aregno, Avapessa, Belgodère, Cateri, Feliceto, Lavatoggio, Mausoléo, Muro, Nessa, Novella, Occhiatana, Olmi-Cappella, Palasca, Pioggiola, Speloncato, Vallica in Ville-di-Paraso sestavlja kanton Belgodère s sedežem v Belgodèru. Kanton je sestavni del okrožja Calvi.